# Witalij Ljalka
Witalij Witalijowitsch Ljalka (ukrainisch Віталій Віталійович Лялька; * 8. Juli 1996 in Browary) ist ein ukrainischer Eishockeyspieler, der seit 2022 beim HK Krementschuk in der ukrainischen Eishockeyliga spielt.

## Karriere
Witalij Ljalka begann seine Karriere als Eishockeyspieler beim HK Bilyj Bars Browary aus seiner Geburtsstadt, für den er bereits als 16-Jähriger in der damaligen Professionellen Hockey-Liga, der höchsten ukrainischen Spielklasse debütierte. 2013 wechselte er in die Molodjoschnaja Chokkeinaja Liga, wo er zunächst für den ukrainischen Klub Molodaja Gwardija Donezk spielte. Nachdem ein Spielbetrieb in Donetsk aufgrund des Krieges in der Ukraine nicht mehr möglich war, wechselte er 2014 zum Ligakonkurrenten Kristall Berdsk in der Nähe von Nowosibirsk, wo er bis 2015 spielte. Die Spielzeit 2015/16 verbrachte er beim HK Sokol Krasnojarsk in der Wysschaja Hockey-Liga. Anschließend kehrte er in die Ukraine zurück, wo er zunächst beim HK Generals Kiew und seit November 2016 beim HK Donbass Donezk in der Ukrainischen Eishockeyliga auf dem Eis stand. Mit den Ostukrainern wurde er 2017, 2018, 2019 und 2021 Landesmeister. Er selbst wurde 2018 zum wertvollsten Spieler und 2019 zum besten Stürmer und in das All-Star-Team der Liga gewählt. Im November 2021 wechselte er zum HC Prešov in die slowakische Extraliga, kehrte aber im Sommer 2022 in die Ukraine zurück und spielt seither beim HK Krementschuk. 2023 wurde er als Topscorer und Torschützenkönig der ukrainischen Eishockeyliga auch zu deren wertvollsten Spieler gewählt. Ein Jahr später wurde er als Torschützenkönig und bester Stürmer der Liga ausgezeichnet und 2025 gelang ihm mit Krementschuk der Gewinn des Meistertitels.

### International
Ljalka kam im Nachwuchsbereich bei den U18-Weltmeisterschaften der Division I 2013 und 2014, als er sein Team als Mannschaftskapitän auf das Eis führte, sowie bei den U20-Weltmeisterschaften der Division I 2014 und 2015 für sein Heimatland zum Einsatz.
Für die Herren-Nationalmannschaft der Ukraine spielte Ljalka erstmals im Rahmen der Weltmeisterschaft 2015, als er mit seinem Team den Abstieg von der A- in die B-Gruppe der Division I hinnehmen musste. Auch 2017, 2018, 2019, als er gemeinsam mit den Polen Damian Kapica und Filip Komorski Torschützenkönig des Turniers und gemeinsam mit seinem Landsmann Andrij Michnow und Komorski auch zweitbester Scorer hinter Kapica wurde, 2022, als er mit 71,4 % die beste Bullybilanz des Turniers erreichte, 2023, 2024 und 2025 spielte er in der Division I. Zudem stand er bei den Qualifikationsturnieren für die Olympischen Winterspiele 2026 in Mailand auf dem Eis.

## Erfolge und Auszeichnungen
| - 2017 Ukrainischer Meister mit dem HK Donbass Donezk - 2018 Ukrainischer Meister mit dem HK Donbass Donezk - 2018 Wertvollster Spieler der Ukrainischen Eishockeyliga - 2019 Ukrainischer Meister mit dem HK Donbass Donezk - 2019 Bester Stürmer und All-Star-Team der Ukrainischen Eishockeyliga | - 2021 Ukrainischer Meister mit dem HK Donbass Donezk - 2023 Topscorer, Torschützenkönig und wertvollster Spieler der Ukrainischen Eishockeyliga - 2024 Bester Stürmer und Torschützenkönig der Ukrainischen Eishockeyliga - 2025 Ukrainischer Meister mit dem HK Krementschuk |

### International
- 2019 Bester Torschütze der Weltmeisterschaft der Division I, Gruppe B (gemeinsam mit Damian Kapica und Filip Komorski)
- 2024 Aufstieg in die Division I, Gruppe A, bei der Weltmeisterschaft der Division I, Gruppe B